# KOI-204 b
KOI-204 b (или Kepler-44 b) — экзопланета, вращающаяся вокруг звезды KOI-204 (или Kepler-44) в созвездии Лиры. Находится планетная система на расстоянии 8480 св. лет (2600 пк) от Солнца.

## История открытия
В 2011 году было объявлено об открытии 2 экзопланеты — KOI-204 b и KOI-135 b с помощью телескопа Kepler. 8 октября этого же года информация о двух экзопланетах была размещена в энциклопедии внесолнечных планет. Массы двух экзопланет были определены с помощью метода лучевых скоростей.

## Физические характеристики

### Родительская звезда
Экзопланета вращается вокруг одиночной звезды KOI-204, которая имеет размер в полтора раз больше Солнца (1,52±0,09 R⊙). Звезда обладает звёздной величиной +15,8m, то есть её невозможно увидеть невооружённым глазом. Температура звезды оценивается в 5757±134 К.

### Физические характеристики
| Юпитер | KOI-204 b |
| ------ | --------- |
| Юпитер | KOI-204 b |

KOI-204 b — горячий юпитер. Радиус планеты составляет 1,24 RJ, а масса примерно равна 1,02±0,07 MJ. Плотность у газового гиганта равна 0,77 г/см³, что сравнимо с плотностью Сатурна (0,687 г/см³), то есть, как и шестая планета Солнечной системы, KOI-204 b не может утонуть в воде.

### Параметры орбиты
Планета находится на расстоянии 0,043 а.e. от материнской звезды, что чуть больше, чем расстояние от Солнца до Меркурия (0,3871 а.e.). Год на этой планете длится всего 3 земных дня. Наклонение орбиты (i) — 83,78±0,55°. Эксцентриситет орбиты составляет 0,021, то есть орбита близка к круговой.